# Bonzarone
Bonzarone ist ein DOC-Wein, der ausschließlich von dem Weingut Tenuta Bonzara in der Gemeinde Monte San Pietro in der Emilia-Romagna  hergestellt wird. Der Wein wird aus 100 Prozent Cabernet Sauvignon hergestellt. Die produzierten Mengen sind begrenzt und variieren von Jahr zu Jahr aufgrund der Selektion im Weinberg, die sowohl vor als auch während der Ernte stattfindet.
Das Weingut ist heute Eigentum der Familie Lambertini.

## Hintergrund
Der Name Bonzarone ist historischen Ursprungs. Er wurde bereits im Mittelalter erwähnt. Die Bezeichnung bezieht sich auf bestimmte landwirtschaftliche Flächen, die dem Weinbau gewidmet waren. Damals wurde der Wein nur in einem bestimmten Gebiet der Bologneser Hügel nahe dem Berg Bonzara angebaut.
Der Begriff, der von der Universität Urbino, Institut für Sprachen „Leone Traverso“, untersucht wurde, hat lateinische Wurzeln (von Bonzaronis), wobei die Etymologie wahrscheinlich von Bon für „gut“ und der slawischen Wurzel Zar (Zar von caesar) abgeleitet ist, was bedeuten könnte „Guter Souverän“ der Bologneser Hügel.

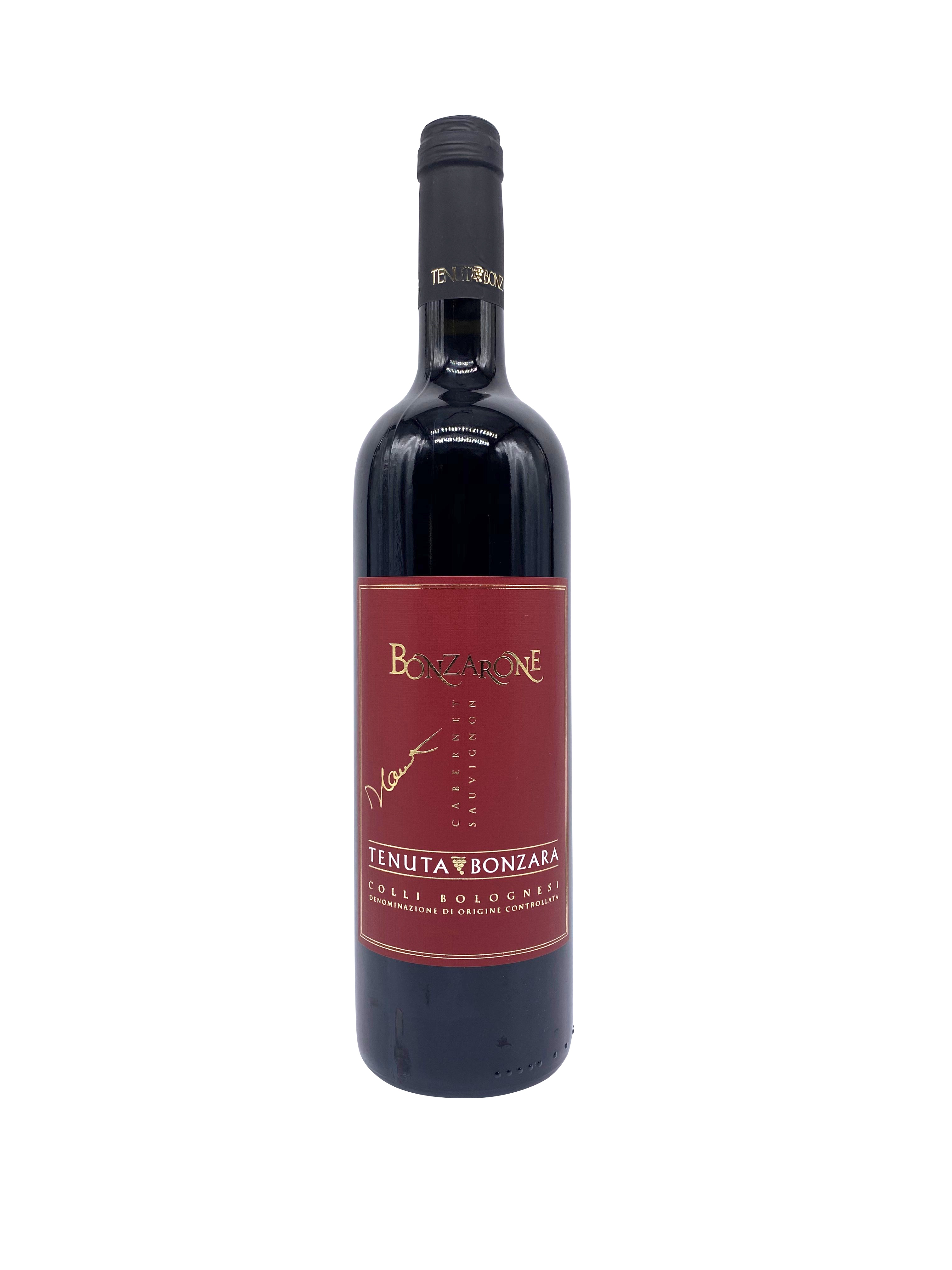
Bonzarone DOC – 100 % Cabernet Sauvignon – Colli Bolognesi
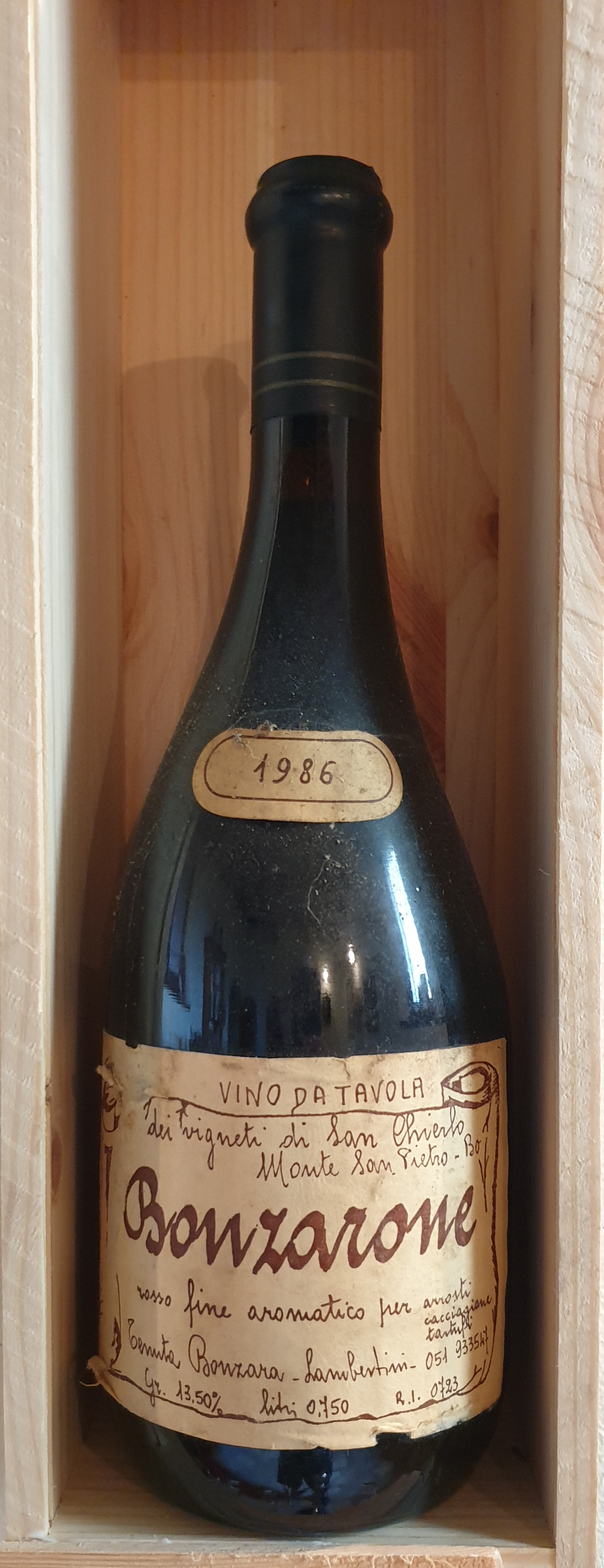
Historisches Label Jahr 1986
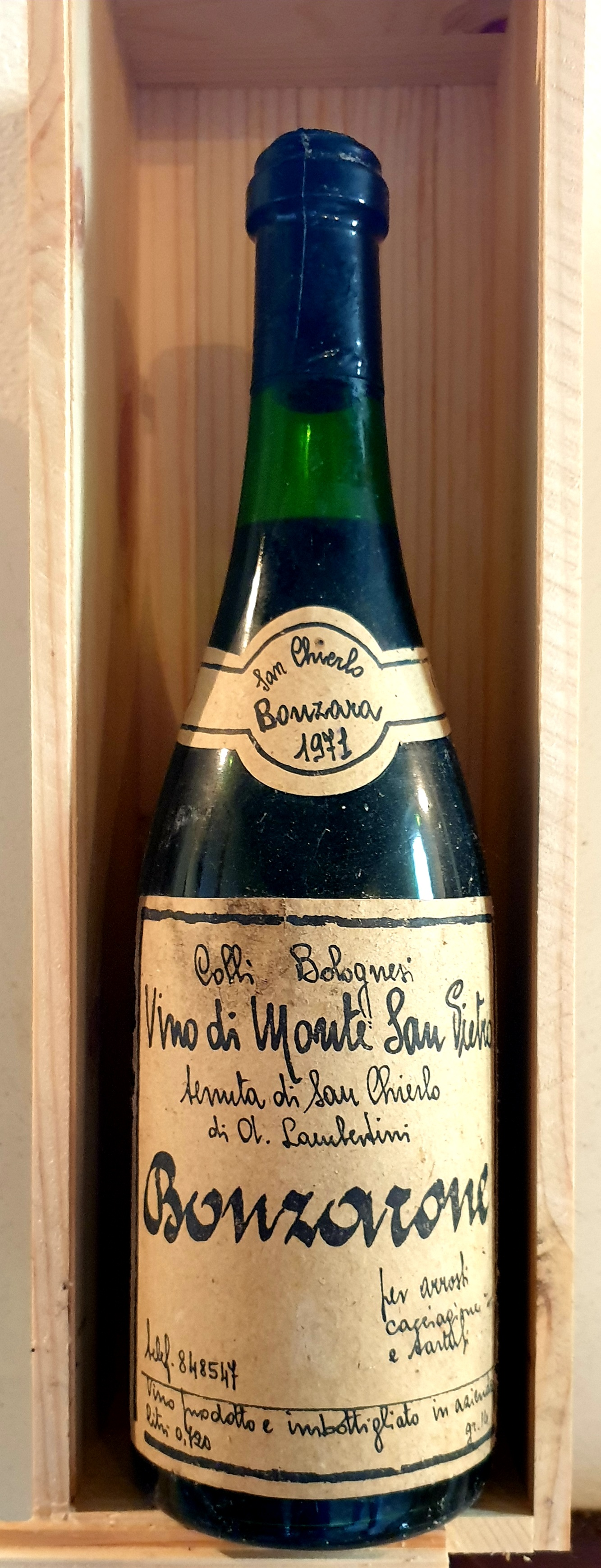
Historisches Label Jahr 1971
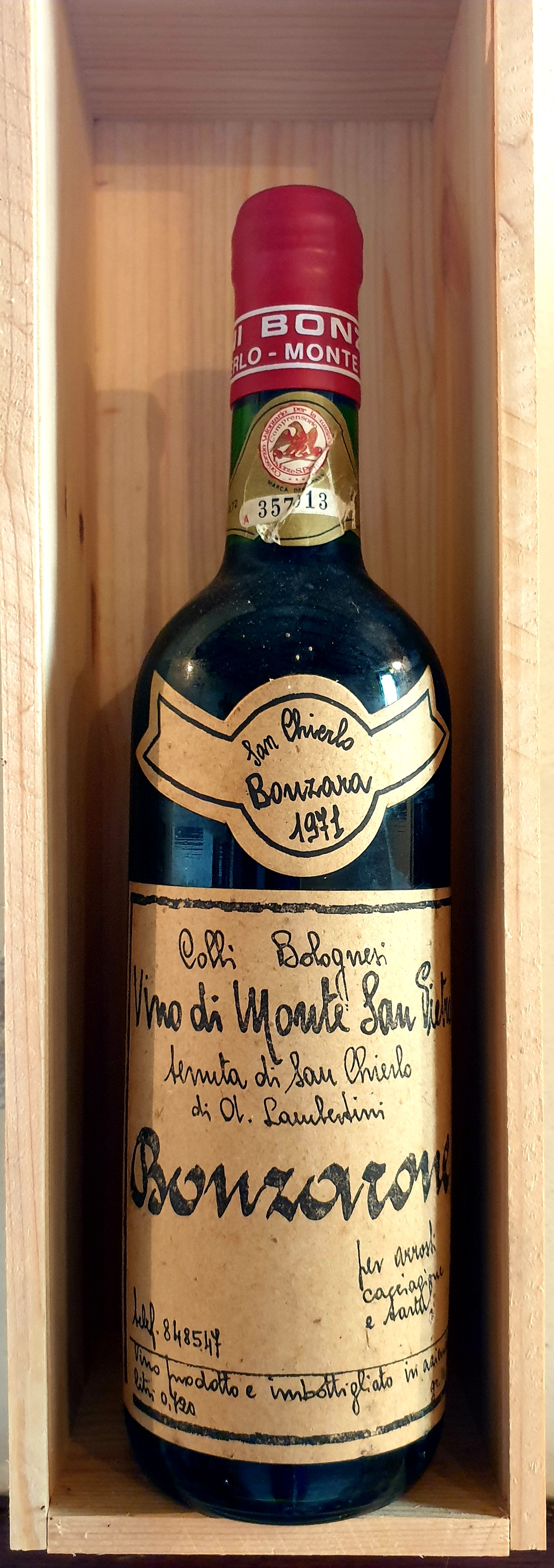
Historisches Label Jahr 1971

## Technische und organoleptische Eigenschaften
- Typ: Colli Bolognesi Cabernet Sauvignon DOC
- Trauben: 100 % Cabernet Sauvignon
- Bodentyp: tonig und kalkhaltig
- Trainingssystem: Sporn Cordon Spalier
- Traubenertrag pro Hektar: 70 Zentner
- Ernte: manuell
- Erntezeit: Ende September bis Anfang Oktober
- Weinbereitung: Fermentation in Stahl und Mazeration für ca. 30 Tage bei 24–26 °C
- Malolaktische Gärung: durchgeführt
- Alterung: 12 Monate in französischen Barriques, 18 Monate in der Flasche
- Alkoholgehalt: 14,5 %

## Organoleptische Karte
- Farbe: intensives, tiefes Granatrot
- Bouquet: komplex und lebendig, erinnert mit Kräuter- und Pfeffernoten an die Düfte des Waldes. Noch erdige Noten, Rhabarber, Pflaumen, Eukalyptus, Zeder, Tabak und Kirschen in Alkohol.
- Geschmack: voll, trocken, harmonisch, tanninhaltig, mit einem Hauch von roten Früchten und Lakritz
- Serviertemperatur: 18–20 °C
- Paarungen: aufwändige erste Gänge, rotes Fleisch, gereifter Käse